# Murovei
Murovei, справжнє ім'я Боднар Антон Валерійович (біл. Боднар Антон Валер’евіч; нар. 10 травня 1990, Смолевичі, Білорусь) — білоруський репер, автор-виконавець, бітмейкер.

## Біографія
Антон народився 10 травня 1990 року в Смолевичах, Білорусь. Псевдонім — «Murovei». Багато років у музиці.

## Дискографія
- «Сольный» 10 Травня 2013
- «Киллер» 30 Березня 2014
- «Plissa» інструментальний 3 Вересня 2014
- «Одно целое» 11 Квітня 2015
- «Рекорды» 10 Січня 2016
- «Мрачный» сезон 12 Липня 2018
- «Дом, который построил Алик» feat (Guf) 5 Травня 2020